# Renzo Zaffanella
Renzo Zaffanella (Cremona, 23 ottobre 1929 – Cremona, 4 ottobre 2020) è stato un politico italiano.

## Biografia
Sindacalista, dal 1952 fece parte della segreteria provinciale della CGIL di Cremona, poi dal 1954 al 1964 ne fu segretario generale aggiunto
Fu deputato del PSI per due legislature nella V e VI, eletto nel collegio di Mantova; rimase in carica a Montecitorio dal 1968 al 1976. In seguito è stato sindaco di Cremona per due mandati dal 1980 al 1990 sempre con il Partito Socialista Italiano.
Morì il 4 ottobre 2020, poche settimane prima di compiere 91 anni.